# Tendrara

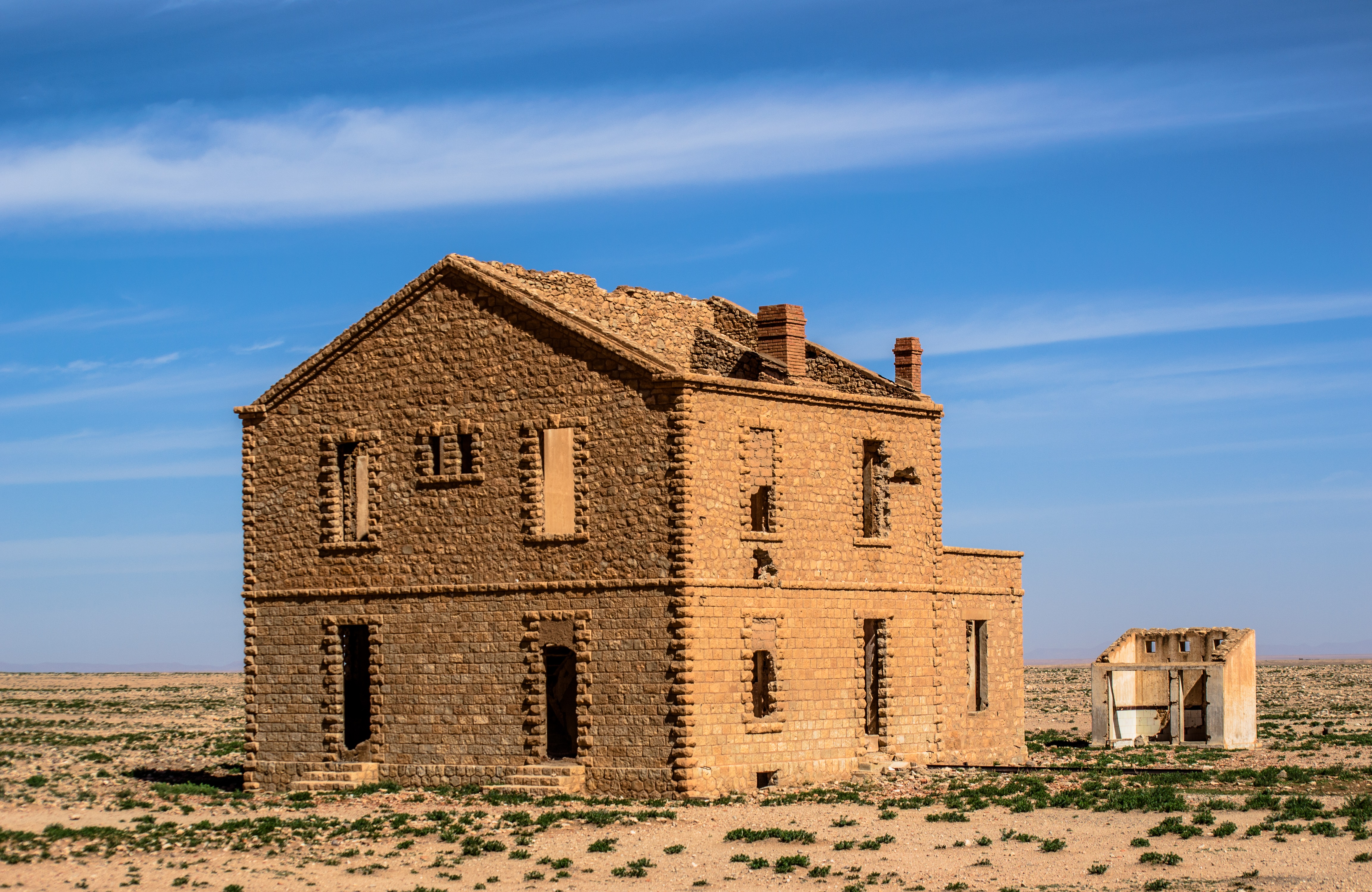
Tendrara – alter Bahnhof

Tendrara (arabisch تندرارة; Tifinagh-Schrift ⵜⴻⵏⴷⵔⴰⵔⴰ) ist eine Kleinstadt mit etwa 9500 Einwohnern in der Provinz Figuig in der Region Oriental im äußersten Osten Marokkos.

## Lage und Klima
Die Kleinstadt Tendrara liegt am Schnittpunkt zweier Nationalstraßen (N 17 und N 19) in einer von Steinwüsten umgebenen Flussoase, etwa 70 km (Fahrtstrecke) nördlich von Bouarfa in einer Höhe von ca. 1450 m. Das Klima ist heiß und trocken; Regen (ca. 285 mm/Jahr) fällt nahezu ausschließlich in den Wintermonaten.

## Bevölkerung
| Jahr      | 1994  | 2004 | 2014 | 2024 |
| Einwohner | k. A. | 6254 | 8507 | 9262 |

Die Sesshaftwerdung von Nomaden sowie die Zuwanderung aus anderen Dörfern des Südens führen zu einem anhaltenden Bevölkerungswachstum. Die Kleinstadt ist jedoch andererseits auch vom anhaltenden Vordringen der Wüste betroffen.

## Geschichte
In der Umgebung des Ortes befand sich während des Zweiten Weltkriegs ein Gefangenenlager des Vichy-Regimes.